# منطقه زمانی اقیانوس آرام

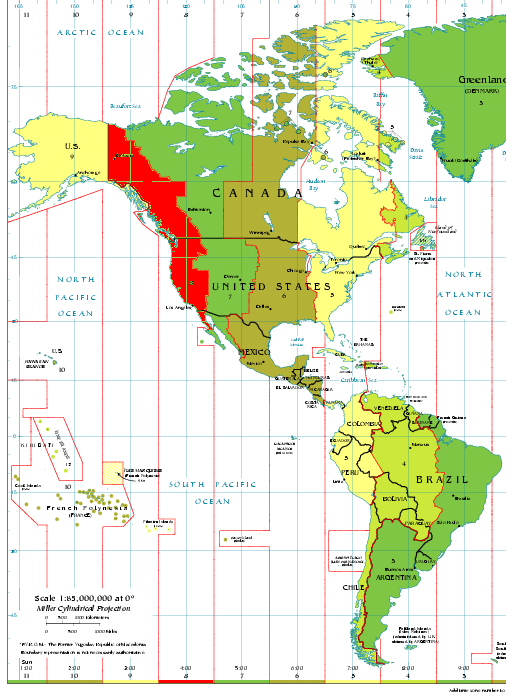
رنگ قرمز، منطقهٔ زمانی اقیانوس آرام

منطقهٔ زمانی اقیانوس آرام (یوتی‌سی ۸:۰۰-) به اختصار پی‌اس‌تی (PST) شامل بخشی از غرب ایالات متحده آمریکا بدون احتساب آلاسکا است. این منطقهٔ زمانی، منطقهٔ زمانی ایالات کالیفرنیا، بخشی از آیداهو، نوادا، اورگان و واشینگتن است.